# 7e législature du Québec
La 7e législature du Québec s'est formée à la suite des élections générales québécoises de 1890. Durant cette courte législature s'étalant sur une seule session, le Parti libéral du Québec forme un gouvernement majoritaire à l'Assemblée législative.

## Chronologie

### 1890
- 17 juin : 7e élections générales québécoises;
- 12 juillet : Élection partielle. Le libéral Charles Langelier est réélu député de Montmorency;
- 27 octobre : Décès du conservateur Louis-Napoléon Larochelle, conseiller législatif de Lauzon;
- 31 octobre : L'élection du libéral Émery Lalonde (fils), député de Vaudreuil, est invalidée;
- 4 novembre : Ouverture de la 1re session de la 7e législature;
- 22 novembre : Élection partielle. Le libéral Émery Lalonde (fils) est élu député de Vaudreuil;
- 29 novembre : L'élection du nationaliste Hormisdas Legris, député de Maskinongé, est invalidée;
- 5 décembre : Discours du budget;
- 30 décembre : Prorogation de la 1re session de la 7e législature.

### 1891
- 20 février : Démission du conservateur William Owens, député d'Argenteuil;
- 19 septembre : Démission du conservateur Jean Blanchet, député de Beauce;
- 16 décembre : À la suite du scandale de la Baie des Chaleurs, le lieutenant-gouverneur Auguste-Réal Angers destitue le premier ministre Honoré Mercier. Il appelle le conservateur Charles-Eugène Boucher de Boucherville pour le remplacer;
- 21 décembre : Assermentation du cabinet Boucher de Boucherville;
- 22 décembre : Dissolution de la législature.